# Debra Holloway
Debra Holloway (1955-2011) fue una deportista estadounidense que compitió en taekwondo. Ganó dos medallas en el Campeonato Panamericano de Taekwondo en los años 1986 y 1988.

## Palmarés internacional
| Campeonato Panamericano | Campeonato Panamericano | Campeonato Panamericano | Campeonato Panamericano |
| Año                     | Lugar                   | Medalla                 | Categoría               |
| ----------------------- | ----------------------- | ----------------------- | ----------------------- |
| 1986                    | Guayaquil (Ecuador)     | Medalla de oro          | –51 kg                  |
| 1988                    | Lima (Perú)             | Medalla de bronce       | –51 kg                  |